# Кірхдорф-ам-Інн
Кірхдорф-ам-Інн (нім. Kirchdorf am Inn) — громада в Німеччині, розташована в землі Баварія, на кордоні з Австрією. Підпорядковується адміністративному округу Нижня Баварія. Входить до складу району Ротталь-Інн.
Площа — 31,68 км2. Населення становить 5421 ос. (станом на 31 грудня 2020).